# ヴワディスワフ・ボルトノフスキ

ボルトノフスキ

ヴワディスワフ・ボルトノウスキ（Władysław Bortnowski；1891年11月12日 - 1966年11月21日）は、ポーランドの軍人。少将。

## 経歴
ラドム出身。クラクフのヤギェウォ大学で医学を学び、1913年、予備役将校学校を卒業。第一次世界大戦時、1914年8月にユゼフ・ピウスツキのポーランド軍団に入隊し、第1歩兵連隊の小隊長、第5歩兵連隊の中隊長、第7歩兵連隊長副官を歴任。1917年7月の軍団解散後、ベニャミヌフに抑留。1918年4月からポーランド軍事組織クラクフ管区の指導者。
1918年10月、ポーランド軍に入隊し、第5歩兵連隊の中隊長、大隊長となる。ポーランド・ソビエト戦争時、第1歩兵師団参謀部の作戦将校、エドヴァルト・ルィツ＝シミグウィ将軍の参謀第3課長、第3軍の第3課長、後に参謀長を歴任。1922年、フランスの高等軍事学校を卒業。1922年からヴィルノの軍監察本部将校。1925年5月から最高軍事会議第3課副課長。1925年10月から第37歩兵連隊長。1926年11月～12月、参謀本部第3課長。1927年1月から第26歩兵師団長、1930年4月から第14歩兵師団長。1931年11月からザモシチの第3歩兵師団長。1935年10月、ポーランド軍監察総監特別委任将官に任命。1939年3月から陸軍監察官。
ドイツ軍のポーランド侵攻時、「ポモジェ」軍（5個歩兵師団、1個騎兵旅団）を指揮し、「ポーランド回廊」地区に展開。開戦後、ポモジェ軍は東西から挟撃され、残余部隊は包囲された。9月9日、タデウシュ・クチシェバ将軍に軍の指揮権を委譲。その後、捕虜となり、1945年まで収容されていた。
戦後、在外ポーランド人中で民族運動を率い、ロンドンのユゼフ・ピウスツキ研究所初代所長となった。1954年、アメリカに移住し、1961年～1962年、アメリカのピウスツキ研究所所長となる。